# Kulturni turizem
Kulturni turizem se nanaša na potovanja, pri katerih si popotniki zastavijo primarni cilj spoznavanja ali doživljanja elementov kulture ciljnega območja. Splošno veljavne definicije kulturnega turizma ni, značilnosti pa so zanimanje popotnikov za kulturo, obisk kulturnih ustanov, udeležba na kulturnih prireditvah in tehnično dober prenos informacij v ospredju. Individualni razlog za izobraževalna, študijska ali kulturna potovanja je spoznavanje kulture v drugih krajih in razširitev ali poglabljanje lastnega izobraževanja na drug način. Romanje je mogoče razumeti tudi kot obliko kulturnega turizma.

## Izvor in pomen besede
Izraz kulturni turizem je leta 1986 uvedel Klemens Unger v nasprotju s prej uporabljenim konceptom študijskih potovanj. Unger je uporabil izraz "za neke vrste turizem, kjer obiskovalci obiskujejo predmete ali se udeležujejo dogodkov, ki jih razvijajo ali ponujajo kulturne oblasti regije ali mesta." V nasprotju s študijskim potovanjem so pomembni tudi zabavni, estetski in čustveni vidiki.
Na nemškem seminarju za turizem je Unger leta 1988 predaval na temo: "Oblikovanje ponudb v kulturnem turizmu."
Vrste kulturnega turizma:
•	verski turizem
•	kulturni in zgodovinski turizem
•	„life-seeing“ in „life- participating“ turizem
•	etnični turizem
•	izobraževalni turizem
•	kongresni turizem
•	muzejski turizem
•	umetniški turizem
•	manifestacijski turizem ...

## Bitja
Bistveni del kulturnega turizma je pregled predmetov, ki jih kulturne oblasti označujejo kot del razvoja in valorizacije regije. Vendar kulturni turizem že od samega začetka ni določil samo posameznega razloga izobraževalnih, študijskih ali kulturnih potovanj, temveč tudi razširjen pristop potovanja v regijo ali kraj na raznolik in privlačen način, daleč onkraj klasičnih izobraževalnih popotnikov, s kulturo na čustven način Da stopi v stik. Današnje kulturne turiste kot iskalce akterjev v kulturnem turizmu je Yvonne Pröbstle leta 2013 spremenil v strastne strokovnjake, dobro poznane tradicionaliste, odprte raziskovalce, zabavno usmerjene izletnike in poslušne obiskovalce.
Glede na zgodovinsko, razmeroma novo povezavo med kulturo in turizmom ter na težave pri razmejitvi obeh delov besede ni težko določiti izraza „kulturni turizem“. 
„[Kulturni turizem] je potovanje, ki je v celoti ali delno namenjeno povečanju cenitve kulturnih virov Evrope. Kulturni vir je kateri koli kraj, zgradba, umetnost ali dogodek, katerega izkušnje obiskovalcem povečujejo poreklo, način, okus in običaje gostiteljske regije."
- študija EU
"Kulturni turizem je strategija in filozofija v turizmu, ki poskuša goste seznaniti s kulturnimi idiosinkrazijami, manifestacijami in dogodki v regiji ali lokaciji in jim omogočiti čustveni stik z ustreznimi komunikacijskimi sredstvi in kanali."
- Klemens Unger
„[Kulturni turizem uporablja] zgradbe, relikvije in običaje v krajini, krajih in zgradbah, da obiskovalce seznanijo s kulturnim, družbenim in gospodarskim razvojem posameznega območja s paketnimi ponudbami, ogledi, priložnostmi za oglede in posebnim informativnim gradivom. Kulturni dogodki pogosto služijo tudi kulturnemu turizmu. "
- Becker

## Ponudba
Številni organizatorji potovanj so se specializirali za kulturni turizem. Ta vrsta ponudbe za turizem se širi v in znotraj evropskih držav ter na destinacije zunaj Evrope. Večinoma manjša specializirana potovalna podjetja ponujajo profesionalno načrtovana potovanja, ki jih vodijo usposobljeni turistični vodniki za tiste, ki jih zanimajo. Tuje države ali prej nerazvite regije se raziskujejo v majhnih skupinah. Za skoraj vsako temo obstajajo študijska potovanja. Cena je ponavadi višja kot pri paketnih ogledih, saj se popotnik bolj pazi in svetuje. Pohodniški izleti postajajo vse pomembnejši. Bistveni cilj tega je ekološko trajnostni turizem.
Pri načrtovanju kulturne turistične ponudbe je strateško načrtovanje še posebej pomembno. Usmerjenost na ponudbo ali na pristne, kulturne in endogene vire destinacije spodbuja nežen in trajnosten kulturni turizem, od katerega se lahko pričakuje, da bo dolgoročno prinesel večje donose, medtem ko bo usmeritev na strani povpraševanja in uprizorjena kulturna ponudba k večji Razred obiskovalcev in si zato prizadeva za visoko kratkoročno donosnost. Lokalni centri za izobraževanje odraslih nudijo izobraževalna in študijska potovanja v sodelovanju s potovalnimi agencijami. Njihovo kakovost bi morale zagotavljati smernice kakovosti krovne organizacije nemških centrov za izobraževanje odraslih.
Pomen kulturnega turizma v Evropi je razviden iz deleža 23,5% vseh turističnih prihodov. 31 milijonov prihodov turistov je razvrščenih med „splošne kulturne turiste“, preostalih 3,5 milijona pa velja za specifične kulturne turiste.
Poseben primer je obisk cerkva, samostanov itd. a. verske stavbe in uporaba romarskih poti s strani nerezidentov, ki se lahko (in bi morali) tržiti z oblikami "duhovnega turizma".

## Zgodovina
Kulturni turizem povezuje z zgodovinsko zasidrano ustanovo Grand Tour kot izobraževalno potovanje. Prvotno je bil "težnja po formi" glavni cilj potovanja. Goethejevo italijansko potovanje lahko tukaj omenimo kot primer. Potovanje in sprostitev se je pojavilo šele v 19. stoletju, ko so potovalne razmere postale lažje. Predhodniki za to so zdraviliški izleti. S pojavom množičnega turizma sredi 20. stoletja je bil poudarek tudi na rekreaciji v oddaljenih krajih. Razlog zračnega prometa je bil sprožilec.
Vedno so bili popotniki, katerih motivi so bili različne kulture in načini življenja ali narava države gostiteljice. Toda konkurenca v turistični panogi zahteva nove posebne oblike na prelomu tisočletja, kot so jezikovne turneje, koncertne turneje, literarni turizem ali pokopališki turizem. Za klasično obliko kulturnega turizma je značilen izraz "avtentičnost". Kot kontrapunkt ali razširitev tega pristnega kulturnega turizma se še vedno razvija tudi „pustolovski“ ali „prireditveni turizem“. Razmejitev, zlasti v primeru koncertnih turnej, je zagotovo tekoča.

## Razvoj dogodkov
Kulturni turizem ima zaradi svoje evropske zgodovine z zgodovinsko tradicijo na zelo majhnem prostoru veliko priložnost za razvoj v Evropi. Prva destinacija je visoka kultura, z naraščanjem popotnikov se odkrivajo vrnitev v vsakdanjo kulturo in regionalno pomembne destinacije. Irska turistična organizacija je leta 1988 ugotovila, da je bilo v zadnjih 20 letih odprtih več kot 70 odstotkov kulturnih turističnih atrakcij v Evropi.
Prihodki od turizma so spodbuda za turistični razvoj krajev, regij in držav, ki poudarja njihovo kulturno posebnost in uspešnost. Kulturni turizem določa regije kot nosilce njihove kulture; pobuda mora izhajati iz teh. 
Različne oblike mrež igrajo pomembno vlogo pri nadaljnjem razvoju kulturnega turizma. V grobem je mogoče razlikovati med: 
•	Kulturne mreže: ki nastajajo znotraj različnih vrst kulturnega turizma (objekt, ansambel, prireditev, gastronomija, socio-kulturni turizem),
•	Kulturne turistične mreže: ki nastajajo med kulturnimi ustanovami in turističnimi ustanovami,
•	Mreže kulturne turistične politike: Sodelovanje med različnimi ključnimi deležniki (kot so kultura, turizem, neprofitne organizacije, mediji, lokalno prebivalstvo) znotraj regije.
Potovalne ponudbe prek interneta z možnostjo spletnega rezervacije olajšajo dostopnost za tiste, ki jih zanima kulturni turizem. Prišli boste posebej do želenih kulturnih lokacij, festivalov in prireditev. Celotne regije se oglašujejo pod skupnim imenom, na primer Märchenstrasse, in vrsto dogodkov.
„[Kulturni turizem se opredeljuje kot] skrbna uporaba kulturnozgodovinskih elementov in relikvij ter ustrezni tradicionalni življenjski in življenjski ureditvi, ki sta značilni za regijo, za dvig turizma v zadevni regiji; to s ciljem širjenja in poglabljanja razumevanja posebnosti in notranje vrednosti regije v širšem okviru evropske kulturne enote, in sicer s povečano komunikacijo med prebivalci evropske celine ter z dejansko korektnimi, primerjalnimi in diskurzivnimi informacijami o pričevanja preteklosti in sedanjosti na mestu "
- Irski potovalni odbor